# Jürgen Mick
Jürgen Mick (* 1963 in Wien) ist ein österreichischer Comiczeichner und Illustrator.
Nach einem Studium an der Höheren Graphischen Bundes-Lehr- und Versuchsanstalt in Wien zog er 1989 nach Hamburg.
Sein erstes Comicalbum war Candid für den Carlsen Verlag im Jahr 1991, dann folgte Träume im Jahr 1993. 1998 erschien im gleichen Verlag das Einzelalbum Ladykiller, als Autor fungierte Andreas Dierssen.